# Protonarthron indistinctum
Protonarthron indistinctum là một loài bọ cánh cứng trong họ Cerambycidae.